# Boniewo (stacja kolejowa)
Boniewo – wąskotorowa stacja kolejowa w Boniewie, w gminie Boniewo, w powiecie włocławskim, w województwie kujawsko-pomorskim, w Polsce. Została wybudowana w 1910 roku razem z linią kolejową z Jerzmanowa należącą do Cukrowni Brześć Kujawski.